# Пржибрам (гірничорудний район)
Пржи́брам (чеськ. Příbram, МФА: [ˈpr̝i:bram]) — гірничорудний район у Чехії, розташований неподалік Праги.
Включає численні родовища руд золота, срібла, цинку, свинцю, міді, урану та інших рудних і нерудних корисних копалин. Розробка ведеться відкритим та підземним способами.

## Джерело
- Гірничий енциклопедичний словник : у 3 т. / за ред. В. С. Білецького. — Д. : Східний видавничий дім, 2004. — Т. 3. — 752 с. — ISBN 966-7804-78-X.